# 隠れ代数
隠れ代数は、ソフトウェア工学、とりわけ並列分散オブジェクト指向プログラミングで使用するためのプログラム意味論を提供する。 ベイズエラー推計をサポートする。 
隠れ代数はジョセフ・ゴーゲンにより研究された。  並行性、分散コンピューティング、非決定性、ローカル変数など、大規模ソフトウェアベースのシステムの機能処理を行う。また、クラス、継承、属性、メソッドなどのオブジェクト指向プログラミングの処理も行う。隠れ代数は、プロセス計算と状態遷移系によるアプローチを一般化する。